# شون ماكينا
شون ماكينا (بالإنجليزية: Sean McKenna)‏ هو لاعب كرة قدم بريطاني في مركز الهجوم، ولد في 28 يوليو 1987 في بلزهيل ‏ في المملكة المتحدة. لعب مع نادي بريتشين سيتي ونادي كلايد.

## وصلات خارجية
- شون ماكينا على موقع قاعدة بيانات كرة القدم.إي يو (الإنجليزية)
- شون ماكينا على موقع Soccerbase.com (لاعب) (الإنجليزية)